# Раковник-при-Бирчній Васі
Раковник-при-Бирчній Васі (словен. Rakovnik pri Birčni vasi) — поселення в общині Ново Место, регіон Південно-Східна Словенія, Словенія.